# Copa América Femenina
Copa América Femenina (tidligere Campeonato Sudamericano de Fútbol Femenino, forkortet Sudamericano Femenino) er en turnering for sydamerikanske landshold i kvindefodbold, arrangeret af CONMEBOL. Turneringen er afholdt hvert fjerde år siden 1991.
De første to udgaver af turneringen blev spillet med tre deltagende hold, hvor vinderen, som den eneste, kvalificerede sig direkte til VM i fodbold for kvinder. Den tredje udgave, kvalificerede vinderen sig automatisk, mens andenpladsen skulle spille play-off-kamp mod andenpladsen fra CONCACAF Women's Championship. Siden har både turneringens antal deltagende ændret sig, samt flere muligheder for kvalifikation til VM i fodbold for kvinder.

## Vindere
| År            | Værtsland | Finale      | Finale        | Finale      | Tredjeplads | Tredjeplads          | Tredjeplads |
| År            | Værtsland | Vinder      | Score         | Andenplads  | Tredjeplads | Score                | Fjerdeplads |
| ------------- | --------- | ----------- | ------------- | ----------- | ----------- | -------------------- | ----------- |
| 1991 Detaljer | Brasilien | · Brasilien | (Round robin) | · Chile     | · Venezuela | N/A                  | N/A         |
| 1995 Detaljer | Brasilien | · Brasilien | 2–0           | · Argentina | · Chile     | (Round robin)        | · Ecuador   |
| 1998 Detaljer | Argentina | · Brasilien | 7–1           | · Argentina | · Peru      | 3–3 (efs) (5–4 str.) | · Ecuador   |
| 2003 Detaljer | Peru      | · Brasilien | (Round robin) | · Argentina | · Colombia  | (Round robin)        | · Peru      |
| 2006 Detaljer | Argentina | · Argentina | (Round robin) | · Brasilien | · Uruguay   | (Round robin)        | · Paraguay  |
| 2010 Detaljer | Ecuador   | · Brasilien | (Round robin) | · Colombia  | · Chile     | (Round robin)        | · Argentina |
| 2014 Detaljer | Ecuador   | · Brasilien | (Round robin) | · Colombia  | · Ecuador   | (Round robin)        | · Argentina |
| 2018 Detaljer | Chile     | · Brasilien | (Round robin) | · Chile     | · Argentina | (Round robin)        | · Colombia  |
| 2022 Detaljer | Uruguay   | · Brasilien | 1–0           | · Colombia  | · Argentina | 3–1                  | · Paraguay  |

## Topscorer
| År   | Spiller          | Hold      | Mål | Kampe |
| ---- | ---------------- | --------- | --- | ----- |
| 1991 | Adriana          | Brasilien | 4   | 2     |
| 1995 | Sissi            | Brasilien | 12  | 4     |
| 1998 | Roseli           | Brasilien | 16  | 6     |
| 2003 | Marisol Medina   | Argentina | 7   | 5     |
| 2006 | Cristiane        | Brasilien | 12  | 7     |
| 2010 | Marta            | Brasilien | 9   | 7     |
| 2014 | Cristiane        | Brasilien | 6   | 7     |
| 2018 | Catalina Usme    | Colombia  | 9   | 7     |
| 2022 | Yamila Rodríguez | Argentina | 6   | 6     |